# اسکاتی لاگو
اسکاتی لاگو (انگلیسی: Scotty Lago؛ زادهٔ november ۱۲, ۱۹۸۷ (۳۷ سال)) ورزشکار اسنوبردسواری اهل ایالات متحده آمریکا است.
وی در مسابقات کشوری و بین‌المللی در مجموع برندهٔ ۱ مدال طلا، ۲ مدال نقره، ۵ مدال برنز شده‌است.